# IX. Vilmos aquitániai herceg
IX. Vilmos vagy Aquitániai Vilmos (másként Trubadúr Vilmos vagy Ifjabb Vilmos, franciául Guillaume IX de Poitiers, Guillaume d'Aquitaine vagy Guillaume le Jeune, provanszálul Guilhèm IX lo trobador, Guilhèm de Peitieus vagy Guilhèm lo Jove; 1071. október 22. – 1126. február 10.) Akvitánia és Gascogne hercege, Poitiers grófja (1086-1126). Az első ismert trubadúr, a provanszál irodalmi nyelv megteremtője, a középkori Európa első nemzeti nyelvű költője.

## Élete
VIII. Vilmos aquitániai herceg fiaként Franciaország egyik legelőkelőbb és leggazdagabb családjának sarja volt. Birtokai a francia királyéinál is nagyobbak voltak. Második házassága révén igényt tartott a toulouse-i grófságra is, amit átmenetileg kétszer is bekebelezett.
Műveltsége kiemelte kortársai közül. Nagy pompában élt kastélyaiban. Ő alakította meg a híres-nevezetes szerelmi törvényszékeket.
Teljesen ki akarta vonni magát az egyház fennhatósága alól, ezért amikor II. Orbán pápa elment hozzá, hogy rábírja, vegyen részt a keresztes hadjáratban, elutasította a kérést, sőt, ekkor foglalta el először szomszédja, Toulouse-i Rajmund birtokait. Nem sokkal ezután azonban a kalandos elbeszélések hatására maga is fölkerekedett: állítólag harmincezer fős seregével Kis-Ázsián át egészen Jeruzsálemig eljutott, ezután azonban vereséget szenvedett.
Fékezhetetlen ember hírében állt, a kortársi beszámolók szerint szeszélyes, összeférhetetlen férfiú, hírhedett nőcsábász volt. Szinte állandóan hadat viselt hazája földesuraival, s noha joga nem volt hozzá, gyakran beavatkozott az egyház ügyeibe, ezért a pápa többször is kiátkozta. Ugyanakkor bátor harcosi és lovagi erényeit is elismerték. 1119-ben az aragón királyt segítette az arabok elleni győztes hadjáratában. Leszármazottai (többek között Oroszlánszívű Richárd) a középkor történelmének jelentős személyiségei voltak.

## Költészete
Tizenegy fennmaradt verse az érzelmek széles skáláját mutatja: cinizmus, érzéki szerelem, pornográfia, életöröm, átszellemült érzelem, amit az elsők között fogalmazott meg, és végül töredelmes bűnbánat, hogy tetteiért vezekeljen. Mindezen érzelmek gáttalanul és őszintén szólalnak meg verseiben. Két híres verse a Farai un vers de dreyt nien (Verset írok a semmiről) és a Mout jauzens me prenc en amar Un joy (Boldog szívem téged szeret, Öröm). Előbbiben szakít az addigi latin lírával, felfedezve az anyanyelvű költészetet, amelyben már nem az eddigi latin költészet gyámsága alatt, hanem önmagából teremti meg a lírát. A másik költemény tartalmazza az amour courtois megfogalmazását: az egyedül üdvözítő érzés az a szerelem, amely a csodatévő, egyben megrontó nő szüntelen magasztalására késztet. A dualista katar eretnekséggel magyarázható, hogy az eksztatikus áhítat Guillaume d'Aquitaine e művében már elválaszthatatlan a nyers érzékiségtől. Költészetére emellett valószínűleg hatottak kissé a spanyol-arab költők is. Egyik költeménye csupa erotikus hetvenkedés, vaskos tréfákkal, és olyan verse is van, amelyben egyszerre két nővel van együtt. E sokrétű lírát zárja le az utolsó zarándokútjára induló bűnös penitenciája:
Minden, mi bűvölt, messze már,
a gőg, a fény, a büszke vár,
mert Istenem kegyelme vár,
övéi közt kérek helyet…
Így jókedvem most eldobom,
s a tarka-barka prémeket.